# Беркет-Ключ
Беркет-Ключ — село в Черемшанском районе Татарстана. Административный центр и единственный населенный пункт Беркет-Ключевского сельского поселения.

## География
Находится на реке Шешма, в 20 км к северо-востоку от села Черемшан.

## История
Основано в 1725-м году. До 1860-х годов жители относились к сословию государственных крестьян. Занимались земледелием, разведением скота, пчеловодством, извозом.
В «Списке населенных мест по сведениям 1870 года», изданном в 1877 году, населённый пункт упомянут как деревня Беркета Ключ (Гремячка) 3-го стана Мензелинского уезда Уфимской губернии. Располагалась при ключе, по правую сторону коммерческого тракта из Бугульмы в Мамадыш, в 155 верстах от уездного города Мензелинска и в 60 верстах от становой квартиры в селе Заинск (Пригород). В деревне, в 225 дворах жили 1384 человека (690 мужчин и 694 женщины, татары), были 2 мечети, училище (медресе), 3 ветряные мельницы. Жители занимались земледелием, скотоводством, пчеловодством.
По сведениям переписи 1897 года, в деревне Беркет Ключ (Гремячкино) Мензелинского уезда Уфимской губернии жили 2061 человек (989 мужчин и 1072 женщины), все мусульмане.
В конце XIX века земельный надел сельской общины составлял 3630,8 десятин.
До 1920 года село входило в Ерсубайкинскую волость Мензелинского уезда Уфимской губернии. С 1920 года в составе Мензелинского, с 1922 — Челнинского, с 1924 — Чистопольского кантонов ТАССР. С 10.08.1930 в Первомайском, с 01.02.1963 в Лениногорском, с 12.01.1965 в Черемшанском районах.

## Население
| 1859 | 1870 | 1897 | 1926 | 1949 | 1958 | 1970 | 1979 | 1989 | 2000 |
| ---- | ---- | ---- | ---- | ---- | ---- | ---- | ---- | ---- | ---- |
| 1253 | 1384 | 2061 | 1490 | 1839 | 1816 | 2094 | 1745 | 1085 | 974  |

| 2012 | 2013 | 2014 | 2015 | 2016 | 2017 |
| ---- | ---- | ---- | ---- | ---- | ---- |
| 781  | ↗782 | ↘765 | ↘740 | ↘729 | ↘707 |

Национальный состав села — татары.

## Экономика
Полеводство, скотоводство.

## Инфраструктура
Средняя школа, дом культуры, библиотека.

## Религия
Мечеть. 